# フォレストシティ (ペンシルベニア州)
フォレストシティ (Forrest City) は、アメリカ合衆国ペンシルベニア州サスケハナ郡のボロで、サスケハナ郡と隣接するラッカワナ郡、ウェイン郡との境界に近い一角に位置し、フォレストシティ工業団地 (Forest City Industrial Park) 内に設けられた標識によって境界が画されている。
.
フォレストシティには、4本のアベニューが通り、10ブロックから成っている「メイン・シティ (main city)」があり、小規模な周辺部分を合わせ、2020年国勢調査において、 1,748人が居住しており、そのうち 87% は、「市街地内 (in town)」に住んでいるとされていた。
20世紀初頭の最盛期には、木材、絹、石炭などの諸産業があり、人口は 6,000人近くあり、メイン・ストリート (Main Street) には人が行き交っていた。

## 先史時代
フォレストシティや周辺の地域は、元々はマンシー・デラウェア族の部族の土地の一部であった。しかし、フォレストシティが創設されたころには、誰も占拠していない、処女地になっていた。

## 歴史
後にフォレストシティとなる一帯の土地は、1850年代から「フォレスト・ミルズ (Forest Mills)」と称されていた。1879年から1886年まで当地にあった郵便局は「ペンテコスト (Pentecost)」と呼ばれていた。この名称は、最初期に入植したひとりで、当地で製材業を興していたウィリアム・ペンテコスト (William Pentecost) に由来するものであった。郵便局は、1886年に「フォレストシティ」と改称し、1888年にはフォレストシティはボロとして法人化された。
1866年から1871年にかけて、デラウェア・アンド・ハドソン鉄道の行き止まり線になっていたジェファーソン支線 (the Jefferson Branch) がフォレスト・ミルズまで到達した。子の支線は、サスケハナ・デポとカーボンデールを結び、木材を輸送した。この地域の唯一の産業は製材であり、他に産業らしいものといえばウィリアム・ペンテコストが運営していた小さな炭鉱くらいであったが、それも近傍の農民たちに冬季の燃料として必要とされていた石炭を供給することしかしていなかった。
1871年、地表に石炭層が露出している場所が発見された。ヒルサイド・コール・アンド・アイアン・カンパニー (Hillside Coal and Iron Company) が一帯の広大な土地を買収し、1872年には商業的に利益の上がる最初の石炭採掘事業がノース・レイルロード・ストリート (North Railroad Street) に開設された。小さな砕炭機が、レイルロード・ストリート (Railroad Street) に建設され、毎日75トンの石炭を産出し、1883年まで稼働を続けた。
1886年には、2本目の竪坑 (Shaft No. 2) が操業し始めた。これによって、他地域から流入する炭坑夫たちが増えていったが、彼らの多くはウェールズ人であった。こうして一時は、300人もの成人男性や少年たちが、炭鉱に雇われるようになっていた。
"The 1922 Breaker #2 collapse"
1916年4月1日、2本目の竪坑が崩壊し、6歳から11歳だった7人のウェールズ人の少年たちが犠牲となった。この一件を基にして「rugybar o frynian caersalem」という歌が作られ、1922年にウィルクス＝バール・カルテット (the Wilkes-Barre Quartet) が歌って、ウェールズ北東部のセーラムズ・ヒルズ地域 (the Salem's Hills area) からやってきて「船を降りたばかりだった (fresh off the boat)」少年たちの、事件の記憶を広めることになった。
石炭の採掘は、世界恐慌によって町が大きな打撃を受け、とりわけ第一次産業である林業と鉱業が最もひどく打撃を受けるまで、続けられた。石炭の採掘が止まると、人口も徐々に減少していった。今日では、フォレストシティ地域歴史協会 (the Forest City Area Historical Society) が、かつての炭鉱町としての繁栄の記憶を引き継ぐ役割を担っている。
当地には、需要な農業の取り組みもある。20世紀初頭には、石炭採掘と絹の生産が主要な産業であったが、1920年代末に世界恐慌が始まると、地元の産業は、核となっていた何世代も続く店の所有者たちの本業だけという規模にまで縮小していった。
2017年は、フォレストシティにとって転換点となる年となった。2017年8月、大火が発生し、市街地の商店街の 25%を破壊した。次いで9月には、突然の不動産ブームが発生し、安値が付いていた市街地内の家屋が次々と買い上げられていった。さらに、国勢調査局によれば、1910年以降では初めて、高齢者の年齢階層の比率が下がり、35歳から59歳の比率を下回った。歴史的に見れば、これが意味するところは、ジェントリフィケーションの進行である。

## 地理
フォレストシティは、スクラントンから北微東に 23マイル (37 km) の位置にある。
フォレストシティは、北緯41度39分3秒 西経75度28分5秒 / 北緯41.65083度 西経75.46806度 (41.650907, -75.468180) に位置している。
国勢調査局によれば、このバラの総面積は 0.9平方マイル (2.3 km2) で、そのうち 0.9平方マイル (2.3 km2) が陸地、0.04平方マイル (0.10 km2)  (3.23%) が水域である。

## 人口
2010年アメリカ合衆国国勢調査では、人口 1,911人、817世帯、462家族がこのボロに居住していた。
この集落全体の面積は、0.9034平方マイル、2.33 km2である。
全 817世帯のうち、18歳未満の子どものいる世帯が 28.3%、同居している夫婦が 34.6%%、夫のいない女性世帯主の世帯が 15.1%、家族ではない世帯が 43.5%% であった。全世帯の 39.2% は単身世帯であり、23.5% は65歳以上の単身世帯であった。平均世帯人数は 2.23人で、平均家族人数は 2.91人であった。
年齢中央値は 47歳。男女比は、女性100人に対して、男性は 84.0人いた。18歳以上に限ると 78.0人となった。
このバラにおける、世帯所得の中央値は $33,618、家族所得の中央値は $41,985 であった。.1人当たりの所得は、$19,245 であった。全家族のおおよそ 6.4%、全人口の 21.3% は、貧困線を下回る水準で生活しており、18歳未満の 28.4%、65歳以上の 17.4% がこれに含まれている。

## 教会
Due to the historical influx of immigrants settling in 第一次産業に従事する移民労働者の流入を見た歴史的経緯もあり、フォレストシティのような町では、継続的に存在する民族的少数派は、自分たちのための教会を設立することがよくある。1920年代の最盛期、フォレストシティは地元の住民たちのために「内部にもっとも多くの教会がある町 (the town with the most churches in it)」であったという。
近年に至るまで、フォレストシティではカトリック教会の信徒が多く、聖アントニー (St. Anthony)、聖ミカエル (St. Michael)、聖アグネス (St. Agnes)、聖ヨセフ (St. Joseph)、聖心 (Sacred Heart) の5教会が設けられていた。これらの教会は、聖アグネスがアイルランド系、聖アントニーがリトアニア系、聖ミカエルがスロバキア系、聖ヨセフがスロベニア系、聖心がポーランド系といった違いがある。これらを統合しようとする計画は1970年代からあったが、信徒たちの抵抗もあり、何十年もの間、それぞれの建物での活動が、断続的になりながらも続いてきた。2010年には被昇天の主パリッシュ (The Ascension of Our Lord Parish) が新設、献納され、礼拝の場とされた聖ヨセフ教会は、この新しい教会を併せて受け入れるために改修された。
フォレストシティには、米国聖公会や、ビザンチン・カトリック教会、単立教会も存在する。メソジスト教会は、2013年5月に閉鎖され、建物はフォレストシティ地域歴史協会 (the Forest City Area Historical Society) に寄贈され、今では協会の本部と博物館を兼ねている。

## 高齢者福祉
メイン・ストリート (Main Street) にはウィリアム・ペン・アパートメント・コンプレックス・フォー・シニアズ (the William Penn apartment complex for seniors) があり、デラウェア・ストリート (Delaware Street) にはフォレストシティ看護リハビリ・センター (the Forest City Nursing and Rehab Center) がある。これら施設の入居者は、フォレストシティの人口の 7% 近くを占めている。

## 行政サービス
フォレストシティには、自前の警察署があり、周辺の一部の自治体とも提携している。警察署には、署長、副署長、数名の巡査たちがいる。警察署は、市長の事務所も置かれているフォレストシティのボロ・ホール (Forest City's Boro Hall) の2階に入っている。ボロ・ホールには、フォレストシティ図書館も入っている。
フォレストシティには公園が2か所、すなわちジョン・F・ケネディ公園 (John F. Kennedy Park) とベーブ・ルース公園 (Babe Ruth Park) である。ケネディ公園はメイン・ストリートから5ブロック離れた、ペンシルベニア州道247号線に面しており、湖や野球場、テニスコート、バスケットボールコート、ディスクゴルフのコース、遊び場、ネイチャー・トレイルなどが設けられている。ベーブ・ルース公園は、レイルロード・ストリートに面しており、遊び場、運動場、バスケットボールコートなどがある。
かつてフォレストシティは、年間行事として「Old Home Week」と題したお祭りをおこなっていた。しかし、経済情勢や、地元の業者たちから十分な寄付が集まらないことから、1週間に及ぶイベントを開催することは困難になっている。
フォレストシティは、コロンブス・デー前の日曜日に開催されるスティームタウン・マラソンの出発地点になっている。

## 教育
フォレストシティ地方学校区は、プレスクールから第12学年までの公立学校区であり、フォレストシティの住民にサービスを提供している。

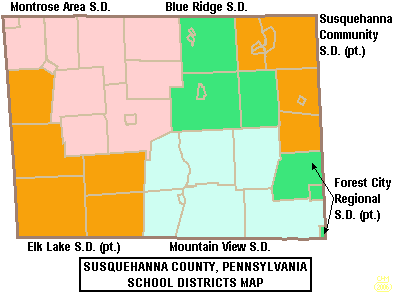
ペンシルベニア州サスケハナ郡における学校区の地図。

2010年国勢調査によると、フォレストシティには、各学年に少なくとも17名の生徒たちがいる。

## 関係者
- サミュエル・ロキシー・ロサフェル（英語版） - ラジオシティ・ミュージックホールの創始者。